# Evangelische Theologie
Evangelische Theologie ist eine Wissenschaft. Sie gliedert sich in die Unterdisziplinen Altes Testament, Neues Testament, Kirchengeschichte, Systematische Theologie (Dogmatik und Ethik) sowie Praktische Theologie. Manchmal werden auch Missionstheologie, Kirchenrecht und andere Teildisziplinen hinzugezählt. „Evangelisch“ ist hierbei Selbstbezeichnung der Kirchen, die aus der Reformation hervorgegangen sind. Evangelische Theologie bezieht sich in besonderer Weise auf das Evangelium bzw. die Bibel und auf die Bekenntnisschriften, wobei der Kanon der lutherischen Bekenntnisschriften abgeschlossen ist (BSLK), während in den Kirchen reformierter Tradition weltweit immer wieder neue Bekenntnistexte formuliert werden, auf die reformierte Theologen sich in ihrer Argumentation beziehen können.
Die theologische Forschung sucht in ihrem Reflektieren auch den Dialog mit den anderen Wissenschaften.
Eine wesentliche Funktion der theologischen Ausbildung liegt in der Vorbereitung auf kirchliche Tätigkeiten.

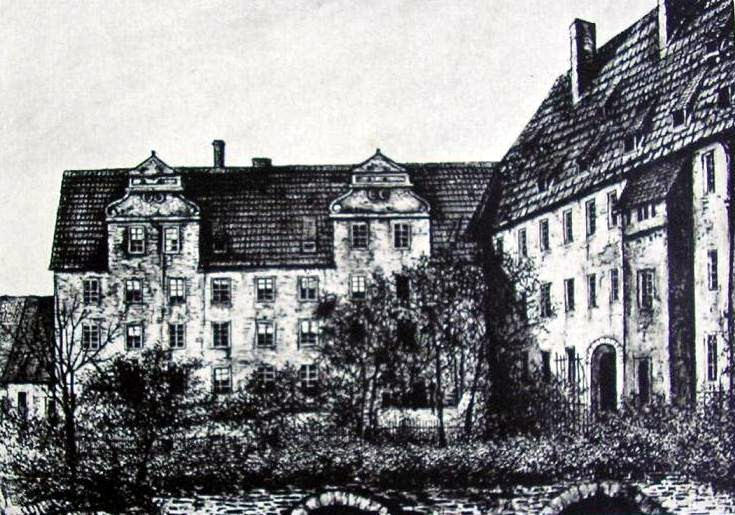
Universität Wittenberg, 19. Jahrhundert

## Inhalte
Die evangelische Theologie befasst sich in ihren Teildisziplinen einerseits mit historischen Fragen und wendet dabei die Methoden der Geschichtswissenschaft und anderer historischer Wissenschaften an, andererseits mit der Exegese der Bibel, wozu Methoden aus der Literaturwissenschaft verwendet werden. Außerdem begleitet sie kritisch und reflektierend das heutige Leben der Kirche (Praktische Theologie), dabei bezieht sie Kenntnisse der Psychologie, Soziologie, Pädagogik und anderer Humanwissenschaften in ihre Theoriebildung mit ein. Des Weiteren mit den Grundfragen des christlichen Glaubens und der Moral und Ethik; als Systematische Theologie steht sie dabei auch im ständigen Dialog mit der Philosophie und den Naturwissenschaften. Hierbei steht ein konsequentes und wissenschaftliches Arbeiten mit anerkannten Methodiken im Mittelpunkt. Die evangelische Theologie dient der Kirche als Organisation, indem sie angehenden Pfarrern das nötige theoretische Wissen für ihre Arbeit vermittelt. Gerade unter letzterem Aspekt steht sie den Kirchen auch als korrigierende Instanz gegenüber und ist keinem Lehramt verpflichtet. Das ist einer der Gründe, weshalb sie ihren Ort an den staatlichen Universitäten findet. Die Dozenten sollen von den jeweiligen Kirchen unabhängig sein.

## Bedeutende Theologen
Einige evangelische Theologen haben das Bild der evangelischen Theologie besonders geprägt, etwa August Hermann Francke, Albrecht Ritschl, Ernst Troeltsch, Friedrich Schleiermacher, Johann Hinrich Wichern, Friedrich Gogarten, Adolf von Harnack, Theodor Zahn, Albert Schweitzer, Adolf Schlatter, Paul Tillich, Karl Barth, Emil Brunner, Rudolf Bultmann, Dietrich Bonhoeffer, Helmut Thielicke, Kurt Aland, Dorothee Sölle, John Stott.

## Grundtexte der neueren evangelischen Theologie
Bestimmte Texte sind im Laufe der evangelischen Theologie besonders wirksam geworden. Die folgende Tabelle zeigt eine Auswahl bedeutender Texte, sortiert nach Theologen in Reihenfolge ihres Geburtsjahres. Die Textauswahl ist in Anlehnung an Wilfried Härle vorgenommen.
| Namen                                                    | Wichtige Texte |
| -------------------------------------------------------- | --- |
| Friedrich Daniel Ernst Schleiermacher (1768–1834)        | Über die Religion. Reden an die Gebildeten unter ihren Verächtern (1799) Kurze Darstellung des theologischen Studiums (21830) Der christliche Glaube. Band 1 (21830/31) |
| David Friedrich Strauß (1808–1874)                       | Das Leben Jesu (1835/36) Der alte und der neue Glaube (1872) |
| Sören Kierkegaard (1813–1855)                            | Furcht und Zittern (1843) Die Krankheit zum Tode (1849) |
| Albrecht Ritschl (1822–1889)                             | Unterricht in der christlichen Religion (1875) |
| Martin Kähler (1835–1912)                                | Der sogenannte historische Jesus und der geschichtliche, biblische Christus (1892)                                                                                      |
| Johann Georg Wilhelm Herrmann (1846–1922)                | Unser Glaube an Gott (1912) |
| Adolf von Harnack (1851–1930)                            | Das Wesen des Christentums (1899/1900) |
| Ernst Peter Wilhelm Troeltsch (1865–1923)                | Die Absolutheit des Christentums und die Religionsgeschichte (1902) |
| Albert Schweitzer (1875–1965)                            | Die Geschichte der Leben-Jesu-Forschung (1913) |
| Rudolf Otto (1869–1937)                                  | Das Heilige (1917) |
| Friedrich Gogarten (1887–1967)                           | Zwischen den Zeiten (1921) Verhängnis und Hoffnung der Neuzeit (1953)                                                                                                   |
| Rudolf Bultmann (1884–1976)                              | Welchen Sinn hat es, von Gott zu reden? (1925) Neues Testament und Mythologie (1941)                                                                                    |
| Werner August Friedrich Immanuel Elert (1885–1954)       | Gesetz und Evangelium (1948) |
| Karl Barth (1886–1968)                                   | Das Wort Gottes als Aufgabe der Theologie (1922) Die Lehre vom Wort Gottes – Prolegomena zur kirchlichen Dogmatik (1932) Die Menschlichkeit Gottes (1956)               |
| Karl Barth u. a.                                         | Theologische Erklärung zur gegenwärtigen Lage der deutschen evangelischen Kirche (Barmer Theologische Erklärung 1934)                                                   |
| Paul Tillich (1886–1965)                                 | Systematische Theologie, Band 1 (1951) |
| Paul Althaus (1888–1966)                                 | Die christliche Wahrheit (1947) |
| Emanuel Hirsch (1888–1972)                               | Weltbewusstsein und Glaubensgeheimnis (1967) |
| Emil Brunner (1889–1966)                                 | Unser Glaube: eine christliche Unterweisung (1939) |
| Dietrich Bonhoeffer (1906–1945)                          | Nachfolge (1937) Widerstand und Ergebung (1944) |
| Erwin Metzke (1906–1956)                                 | Sakrament und Metaphysik (1948) |
| Helmut Gollwitzer (1908–1993)                            | Revolution als theologisches Problem (1970) |
| Gerhard Ebeling (1912–2001)                              | Das Wesen des christlichen Glaubens (1959) |
| Wolfhart Pannenberg (1928–2014)                          | Dogmatische Thesen zur Lehre von der Offenbarung (1961) |
| John Hick (1922–2012)                                    | Verifikation im Jenseits (1963) |
| John B. Cobb (1925–2024) / David Ray Griffin (1939–2022) | Prozess-Theologie (1976) |
| Jürgen Moltmann (1926–2024)                              | Der Gott der Hoffnung (1967) Politische Theologie (1984) |
| Dietrich Ritschl (1929–2018)                             | „Story“ als Rohmaterial der Theologie (1976) |
| Dorothee Sölle (1929–2003)                               | Atheistisch an Gott glauben? (1968) |
| Eberhard Jüngel (1934–2021)                              | Die Welt als Möglichkeit und Wirklichkeit (1969) Der menschliche Mensch (1985)                                                                                          |
| -                                                        | Konkordie reformatorischer Kirchen in Europa (Leuenberger Konkordie) (1973)                                                                                             |
| Falk Wagner (1939–1998)                                  | Die Wirklichkeit Gottes als Geist (1977) |
| Walter Altmann (* 1944)                                  | Bekehrung, Befreiung und Rechtfertigung (1983) |
| Rosemary Radford Ruether (1936–2022)                     | Kann ein männlicher Erlöser Frauen erlösen? (1983) |
| Eilert Herms (* 1940)                                    | Offenbarung (1985) |
| Wolfgang Huber (* 1942)                                  | Gute Theologie (2004) |
| Ingolf Ulrich Dalferth (* 1948)                          | Volles Grab, leerer Glaube? Zum Streit um die Auferweckung des Gekreuzigten (1998)                                                                                      |

## Studium
Die Regelstudienzeit des Studiums der evangelischen Theologie umfasst je nach Bundesland und Landeskirche 9 bis 10 Semester. Hinzu kommen je nach Bedarf 2 Semester für das Erlernen der Sprachen Althebräisch und Altgriechisch. Neben Hebraicum und Graecum (eine der beiden Sprachen beim M.A. sowie kombinierten BA und MA mit Theologie im Hauptfach, mit Theologie im Nebenfach keine der beiden) ist für das Studium das Latinum erforderlich, für dessen Erlernen jedoch in der Regel kein Semester hinzugefügt wird.

In der Regel wird während des Studiums auch ein Philosophicum und ein Biblicum abgelegt.
Der Studiengang Evangelische Theologie kann mit dem ersten kirchlichen Examen oder dem Diplom abgeschlossen werden. Daneben ist auch ein Magister- / BA-MA-Studium möglich. Der dem Studium verwandte Lehramtsstudiengang heißt „Evangelische Religionslehre“ und schließt mit der ersten Staatsprüfung ab.
Das Grundstudium umfasst vier bis fünf Semester – zzgl. „Sprachsemester“ –, in denen der Schwerpunkt auf den Biblischen Wissenschaften und der Kirchen- und Dogmengeschichte liegt. Das Grundstudium schließt mit der Zwischenprüfung bzw. Diplomvorprüfung ab, die in der Regel aus einer schriftlichen und einer mündlichen Prüfung sowie einer sechswöchigen Hausarbeit besteht.
Im viersemestrigen Hauptstudium werden die Fächer etwa gleichmäßig behandelt, jedoch steht es den Studierenden frei, selbst Schwerpunkte zu setzen.
Im Diplom- bzw. Examensstudiengang wird die Regelstudienzeit noch um ein weiteres Semester zur Prüfungsvorbereitung ergänzt. Voraussetzung für den Abschluss des Studiums (außer M.A.) ist die Mitgliedschaft in einer christlichen Kirche, die der ACK angehört.
Nach dem Abschluss mit dem Diplom, erstem kirchlichem Examen, M.A. (Hauptfach) oder Master sind Promotion zum Dr. theol. und Habilitation möglich.

## Geschichte der evangelisch-theologischen Schulen

### 16. Jahrhundert
Die evangelische Theologie knüpft nicht nur an die Dogmen und Symbole (wie z. B. dem Glaubensbekenntnis) der Alten Kirche an, sondern ist auch geprägt vom Werdegang der großen Reformatoren. Zu nennen sind besonders Martin Luther, Ulrich Zwingli, Philipp Melanchthon, Johannes Calvin.
Insbesondere ist die Rechtfertigung aus dem Glauben (sola fide) ein zentrales evangelisches Thema. Außerdem hat die Reformation etwaige Mängel der Scholastik stärker gewichtet und den Schwerpunkt der Theologie auf die Schrift und das „was Christum treibet“ verlagert (sola scriptura).
Die westliche Kirche spaltet sich im sogenannten konfessionellen Zeitalter in das Luthertum, den Calvinismus und den römischen Katholizismus, wobei der Anglikanismus als „via media“, in der sowohl katholische als auch evangelische Inhalte, Formen und Überzeugungen von Bedeutung sind, „in der Mitte stehend“, zwischen den beiden Polen Tradition und Schrift moderat vermittelnd, eine Sonder- bzw. Mischform darstellt. 1648 endet im Westfälischen Frieden der Dreißigjährige Krieg.

### 17. und 18. Jahrhundert
In der Zeit des Pietismus und der Aufklärung wurden die reformatorischen Ansätze einer grundsätzlichen Kritik unterworfen. Grundsätzliche Konfliktfelder ergaben sich durch die inzwischen selbstbewusst vorgetragenen Anfragen an die Theologie. Von führenden Philosophen der Aufklärung wurden beispielsweise die Fundamente des Glaubensbekenntnisses und der Bibel als alleiniger Quelle göttlicher Offenbarung in Frage gestellt.
Dass sowohl Georg Wilhelm Friedrich Hegel als auch Friedrich Schleiermacher an der neu gegründeten Universität von Berlin lehrten, hat die evangelische Theologie ebenso geprägt, wie die Proklamation der preußischen unierten Kirche des Königs Friedrich Wilhelm III. (Preußen). Im Umbruch der Theologie nach dem Ersten Weltkrieg entsteht unter anderem die Dialektische Theologie.

### Universitäten und Hohe Schulen im Zeitalter des Konfessionalismus
Die wichtigsten protestantischen Ausbildungsstätten (Universitäten) für den deutschsprachigen Raum waren bis zu Anfang des 19. Jahrhunderts zwischen der lutherischen und reformierten Konfession getrennt. Sie lagen teilweise – besonders für die Ausbildung reformierter Theologen – im Bereich der heutigen Niederlande oder im angrenzenden „Ausland“. Lutherische Universitäten gab es auch in Skandinavien. Eine eigenständige Entwicklung im Bereich der protestantischen Theologie nahmen die englischen und schottischen Hochschulen. Ein Studium von Protestanten an katholischen Universitäten war – auch an den nichttheologischen Fakultäten – durch Immatrikulationseid oder Doktoreid nach einer Bulle von Papst Pius IV. (1564) bis auf wenige Ausnahmen (Padua, Bourges, Orléans, Angers, Ingolstadt) ausgeschlossen. 1732 wurde den theologischen Kandidaten in Brandenburg-Preußen das Studium in der Schweiz, England und Holland, das König Friedrich Wilhelm I. für partikularistisch hielt, verboten. Ab 1749 galt das Verbot auch in der neupreußischen Provinz Ostfriesland, aus deren Bereich zuvor viele Theologen in den Niederlanden studiert hatten.
An Hohen Schulen oder Akademischen Gymnasien (Gymnasium Illustre, Archigymnasium, Gelehrtenschule, Akademie) wurden der Stoff der universitären Artistenfakultät vermittelt und propädeutische theologische Vorlesungen gehalten. Diese Lehranstalten hatten im Unterschied zu den Universitäten nicht das kaiserliche Privileg, akademische Grade zu verleihen.
Unterrichts- und Wissenschaftssprache an allen Ausbildungsstätten war bis in das 18. Jahrhundert hinein Latein. Promotionsschriften wurden noch im 19. Jahrhundert in lateinischer Sprache veröffentlicht.

#### Lutherisch
- Universität Wittenberg, 1502 gegründet (ernestinisches Kurfürstentum Sachsen)
- Universität Erfurt, 1392 eröffnet, seit 1520 unter protestantischem Einfluss, in der Folgezeit konfessionelles Patt und Niedergang, 1633 bis 1635 bzw. 1644 evangelische Fakultät, ab 1664 endgültig kurmainzisch (damalige Reichsstadt Erfurt; Schwedische Besatzungszeit)
- Universität Greifswald, 1456 gegründet, seit 1526 protestantisch (Herzogtum Pommern-Wolgast, Schwedisch-Pommern)
- Lateinschule Goldberg (Złotoryja), 1504 gegründet, 1523 von Herzog Friedrich II. von Liegnitz unter Valentin Friedland in ein bedeutendes evangelisches Gymnasium umgewandelt, nahm 1549 viele Studenten auf, die die Universität Krakau verließen (Herzogtum Liegnitz)
- Universität Liegnitz (Legnica), 1526 als erste protestantische Hochschule gegründet, 1530 geschlossen (Herzogtümer Liegnitz, Brieg und Wohlau)
- Præsteskolen (Priesterseminar) Haderslev, 1526 gegründet, galt als „Wittenberg des Nordens“, der Lehrbetrieb wurde nach Eröffnung der evangelischen Fakultät an der Kopenhagener Universität 1537 eingestellt (Königreich Dänemark, Herzogtum Schleswig)
- Universität Marburg, 1527 als protestantische Hochschule gegründet, 1527 bis 1605 und 1624/25 bis 1649 lutherisch (Landgrafschaft Hessen, Hessen-Darmstadt)
- Martineum und Katharineum Braunschweig, seit etwa 1528 protestantisch (Hansestadt Braunschweig, seit 1671 Fürstentum Braunschweig-Wolfenbüttel)
- Universität Tübingen, 1477 gegründet, seit 1535 protestantisch (Herzogtum Württemberg)
- Universität Kopenhagen, 1479 gegründet, seit 1537 protestantisch (Königreich Dänemark, auch besucht aus dem Herzogtum Schleswig)
- Universität Leipzig, 1409 gegründet, seit 1539 protestantisch (albertinisches Herzogtum Sachsen)
- Brandenburgische Universität Frankfurt, ab 1539 protestantisch (Kurfürstentum Brandenburg-Mark Brandenburg), 1811 nach Breslau verlegt (Kurfürstentum Brandenburg-Provinz Schlesien)
- Universität Straßburg, 1538 als Gymnasium Illustre gegründet, 1566 Akademie, 1621 Universität (Reichsstadt Straßburg), 1792 in der Französischen Revolution geschlossen, 1803 nach den Regelungen der Organischen Artikel als Faculté wiedereröffnet (Erste Französische Republik, Erstes Französisches Kaiserreich und Nachfolgestaaten)
- Universität Rostock, 1419 gegründet, seit 1542 protestantisch (Herzogtum Mecklenburg)
- Landschaftsschule Enns, 1542 gegründet, 1574 nach Linz verlegt, 1626 geschlossen (Landschaft in Österreich ob der Enns)
- Universität Königsberg, gegründet 1544, 1944 weitgehend zerstört, 1945 Betrieb eingestellt (Herzogtum Preußen)
- Gymnasium Illustre Düsseldorf, 1545 unter lutherischem Rektorat (Johannes Monheim) von Herzog Wilhelm von Jülich-Kleve-Berg gegründet, 1620 von Jesuiten übernommen (Herzogtum Jülich-Berg)
- Universität Heidelberg, 1386 gegründet, 1556/57 bis etwa 1560 und 1576 bis 1583/84 lutherisch (Kurfürstentum Pfalz)
- Hohe Schule (Stiftsschule) Graz, 1557 gegründet von David Chytraeus, 1561 Senior (Rektor) Hieronymus Lauterbach, ab 1594 Wirkungsstätte von Johannes Kepler, 1573 Gegengründung Akademisches Gymnasium Graz der Jesuiten, 1598 wurde die protestantische Landschaftsschule verboten (Steiermärkische Landschaft)
- Universität Jena, 1548 als „Hohe Schule“ gegründet, 1558 Universität (ernestinisches Herzogtum Sachsen)
- Gymnasium illustre Hornbach, 1559 als Landesschule gegründet, seit 1631 an wechselnden Orten (Zweibrücken, Meisenheim) (Herzogtum Pfalz-Zweibrücken)
- Gymnasium illustre Lauingen, 1561 als Landesschule gegründet, 1616 aufgehoben, 1617 von Jesuiten übernommen (Herzogtum Pfalz-Zweibrücken-Neuburg)
- Archigymnasium Dortmund, 1543 gegründet, 1562 lutherisch (Reichsstadt Dortmund)
- Gymnasium Iglau, 1560/61 vom Stadtrat als evangelische Lateinschule gegründet, 1622 wurden die protestantischen Lehrer vertrieben, 1624 von Jesuiten übernommen (Stadt Iglau in der Markgrafschaft Mähren im Königreich Böhmen)
- Wiener Landschaftsschule, 1565 gegründet, 1578 nach Horn verlegt, 1620 aufgehoben
- Thorner Gymnasium, 1568 durch Zusammenlegung zweier Lateinschulen gegründet, 1594 zum Akademischen Gymnasium erhoben (Hansestadt Thorn (Toruń) in Preußen Königlichen Anteils)
- Hohe Schule Loosdorf, 1574 gegründet, seit 1592 Landschaftsschule, 1627 aufgehoben (Landschaft in Österreich unter der Enns)
- Universität Altdorf, 1575 als Akademie gegründet, 1622 Universität, unter dem Prokanzler Philipp Camerarius (1537–1624) philippistisch gesinnt und auch für reformierte Studenten offen (Reichsstadt Nürnberg), 1809 aufgelöst
- Universität Helmstedt, 1571 als Paedagogium illustre in Gandersheim gegründet, 1574 nach Helmstedt verlegt, 1810 geschlossen (Fürstentum Braunschweig-Wolfenbüttel)
- Universität Uppsala, 1593 wiedererrichtet (Königreich Schweden, Provinz Uppland)
- Gymnasium Elbing, 1535/36 gegründet, 1576 Privileg des polnischen Königs, seit etwa 1597 mit dem Anspruch eines Akademischen Gymnasiums (Hansestadt Elbing (Elbląg) in Preußen Königlichen Anteils)
- Akademisches Gymnasium Casimirianum Coburg, 1605 gegründet, 1705 bis 1723 Universität (ernestinisches Herzogtum Sachsen-Coburg)
- Universität Gießen, 1607 gegründet, 1624/25 aufgehoben, 1650 wiederhergestellt (Landgrafschaft Hessen-Darmstadt)
- Akademisches Gymnasium Hamburg, 1529 als „Gelehrtenschule“ gegründet, 1613 Gymnasium illustre, 1883 aufgehoben (Reichsstadt Hamburg)
- Universität Rinteln, 1610 als Gymnasium illustre in Stadthagen gegründet, 1619 nach Rinteln verlegt, 1620/21 Universität, 1630 katholisch, seit 1633 wieder lutherisch, 1810 geschlossen (Grafschaft Schaumburg, Landgrafschaft Hessen-Kassel)
- Akademie Sorø, 1586 als Lateinschule gegründet, 1623 in eine Ritterakademie umgewandelt, 1643 Universität, 1692 als Det ridderlige Akademi an den Nytorv in Kopenhagen verlegt, 1710 geschlossen (Königreich Dänemark)
- Akademisches Gymnasium Mainz; die meisten Angehörigen der 1476/77 gegründeten Universität Mainz flohen 1631 vor den Schweden nach Köln, ab 1631/32 Berufung von lutherischen Professoren an das Akademische Gymnasium im ehemaligen Jesuitenkolleg, 1636 Rückkehr des Mainzer Erzbischofs (Schwedische Regierung des Erzstifts Mainz)
- Academia Gustaviana in Dorpat, 1632 gegründet (Königreich Schweden, Provinz Schwedisch-Livland)
- Kungliga Akademien i Åbo, 1640 gegründet, 1828 nach Helsinki verlegt (Königreich Schweden, Provinz Finnland)
- Universität Kiel, 1665 gegründet (Herzogtum Schleswig-Holstein-Gottorf)
- Universität Lund, 1666 gegründet (Königreich Schweden, Provinz Schonen)
- Universität Halle, 1694 gegründet, Zentrum von Pietismus und Aufklärung, 1705/06 wurde schwedischen Untertanen (auch der norddeutschen Provinzen) das Studium in Halle verboten, 1713 Errichtung einer reformierten Professur an der lutherischen Fakultät (Kurfürstentum Brandenburg-Herzogtum Magdeburg)
- Universität Göttingen, 1737 eröffnet (Kurfürstentum Braunschweig-Lüneburg)
- Gymnasium Academicum Christianeum Altona, 1738 aus einer Vorgängerschule entstanden (Königreich Dänemark, Herzogtum Holstein)
- Universität Bayreuth-Erlangen, 1742 in Bayreuth gegründet, 1743 nach Erlangen verlegt (Markgrafschaft Brandenburg-Kulmbach)

#### Reformiert
- Hohe Schule Zürich, 1525 gegründet (Reichsstadt Zürich)
- Universität Basel, 1460 gegründet, seit etwa 1529 protestantisch (Stadt Basel), im 17. Jahrhundert auch für lutherische Studenten offen
- Theologische Akademie Patak am Bodrog (Sárospataki Református Kollégium), 1531 gegründet (Stadt Sárospatak, Fürsten Rákóczi u. a.), „Athen am Bodrog“ genannt, 1671 geschlossen (nach Debrecen und Weissenburg übergesiedelt), 1703 wiedereröffnet, 1951 von den kommunistischen Behörden geschlossen, 1991 wiederbegründet
- Hohe Schule Bern, 1534 gegründet, 1804 Reorganisation zu einer Akademie, 1834 Universität (Reichsstadt Bern, Kanton Bern)
- Universität Lausanne, 1537 gegründet (Berner Vogtei Lausanne)
- Reformiertes Kollegium Debrecen, 1538/67 gegründet, 1912 Universität, 1950 wurde die Theologische Fakultät in eine eigene Universität ausgegliedert (Königreich Ungarn, Osmanisches Reich, Königreich Ungarn des Kaiserreichs Österreich-Ungarn, Reformierte Kirche in Ungarn / Ungarn)
- Akademie Pińczów, 1550 gegründet, 1565 geschlossen (Herrschaft Oleśnicki im Königreich Polen, Provinz Kleinpolen)
- Akademisches Gymnasium Danzig, 1558 gegründet, im 17. Jahrhundert lutherisch (Hansestadt Danzig in Preußen Königlichen Anteils)
- Académie de Genève, 1559 gegründet, 1873 Universität (Republik Genf, Kanton Genf)
- Universität Heidelberg, 1386 gegründet, etwa 1560 bis 1576 und seit 1583/84 reformiert (Kurpfalz), 1632 bis 1652 geschlossen, 1694 vorübergehend nach Frankfurt am Main und 1698–1700 nach Weinheim verlegt, 1806 reorganisiert (Kurfürstentum Pfalz, ab 1806 Großherzogtum Baden)
- Theologische Schule am Collège des Arts in Nîmes, 1561 gegründet, 1664 verboten, das Collège des Arts wurde von den Jesuiten übernommen
- Gereformeerde School (Athenaeum illustre) te Antwerpen, 1563 gegründet, 1585 geschlossen
- Universität Orthez, 1566 als Académie gegründet, 1583 königliche Universität, 1591 bis 1609 verlegt nach Lescar, 1620 Schließung (Grafschaft Béarn des Königreichs Navarra)
- Académie Orange, 1573 anstelle der 1365 gegründeten, 1562 aufgehobenen Universität gebildet, 1686 bis 1697 Besetzung durch französische Truppen, 1703 aufgehoben (Fürstentum Oranien-Nassau)
- Universität Leiden, 1575 gegründet, seit 1581 (Abschaffung des Konfessionseids für die Theologische Fakultät) auch für lutherische Studenten offen, 2014 Auflösung der Faculteit der Godgeleerdheid (Theologischen Fakultät), Integration von Theologie und Religionswissenschaften in die Geisteswissenschaften (Republik der Sieben Vereinigten Provinzen, Königreich der Niederlande)
- Casimirianum Neustadt, 1578 gegründet, 1583/84 nach Heidelberg verlegt (Herzogtum Pfalz-Simmern-Kaiserslautern)
- Akademie Sedan, 1579 als Kolleg gegründet, 1601 Académie, 1681 geschlossen (Herzogtum Bouillon bzw. Fürstentum Sedan)
- Académie Montauban, 1579 als Hohe Schule gegründet, 1598/1600 Akademie, 1659 nach Puylaurens verlegt, 1685 geschlossen, 1808 als Faculté wiedererrichtet, 1919 nach Montpellier verlegt (Hugenotten-Republik Montauban; später Erstes Französisches Kaiserreich und Nachfolgestaaten, seit 1905/06 L’Église réformée de France)
- Doorluchtige Gereformeerde Schoole (Athenaeum illustre) te Gent „ten Jacopynen“, 1578/80 gegründet, 1584 mit dem Untergang der Genter Republik geschlossen (Republik Gent)
- Gymnasium Illustre – Hohe Schule Zerbst, 1582 mit philippistischer Ausrichtung gegründet, seit 1606 reformiert, blieb auch unter lutherischer Herrschaft (seit 1644) zunächst reformiert, hatte im 18. Jahrhundert reformierte und lutherische Professoren, 1798 geschlossen, als Johannisschule weitergeführt (Fürstentum Anhalt-Köthen, Fürstentum Anhalt-Zerbst)
- Hohe Schule Herborn, 1584 gegründet, 1654 universitätsähnliche Hochschule ohne Promotionsrecht, 1817 geschlossen (Grafschaft Nassau-Dillenburg), heute Theologisches Seminar der Evangelischen Kirche in Hessen und Nassau
- Gymnasium Illustre Bremen, 1584/1610 gegründet (Reichsstadt Bremen)
- Universität Franeker, 1585 gegründet, auch für lutherische Studenten offen, 1811 geschlossen (Provinz Friesland, Königreich Holland)
- Hohe Schule Steinfurt, 1588 in Schüttdorf gegründet, 1591 nach Burgsteinfurt verlegt, 1811 aufgelöst (Grafschaft Bentheim-Tecklenburg)
- Académie Montpellier, 1596 gegründet, 1617 mit der Akademie von Nîmes vereinigt und dorthin verlegt und 1664 verboten, 1919 als Faculté wiedererrichtet (L’Église réformée de France, Église protestante unie de France)
- Académie Saumur, 1599 oder 1600 gegründet, 1685 geschlossen
- Gymnasium academicum Beuthen an der Oder (heute Bytom Odrzański), 1601 gegründet („Schoenaichianum-Carolatheum“), nach Rekatholisierung der Stadt 1628 geschlossen (Majorat Carolath)
- Académie Die, 1601/04 gegründet, galt als „Genf der Dauphiné“, 1684 aufgehoben (Hugenotten)
- Universität Marburg, 1605 bis 1624/25 und seit 1653 reformiert (Landgrafschaft Hessen-Kassel)
- Hohe Landesschule in Hanau, 1607 gegründet, 1812 mit dem lutherischen Gymnasium fusioniert (Grafschaft Hanau-Münzenberg)
- Theologische Akademie Middelburg, 1611 gegründet (Provinz Zeeland), 1560 Athenaeum illustre, 1666 geschlossen
- Universität Groningen, 1614 gegründet, 1876 Rijksuniversiteit (Stadt Groningen mit dem Anspruch einer Reichsstadt, Königreich Holland, Königreich der Niederlande)
- Akademisches Kolleg in Weissenburg (Karlsburg), 1622 gegründet, 1660 geschlossen (Fürstentum Siebenbürgen)
- Athaneum Illustre Deventer (Akademisches Gymnasium), 1630 auf Anregung von Jacob Revius und Kaspar Sibelius (1590–1658) hin gegründet, 1878 geschlossen, Athenaeumbibliotheek im Stadtarchiv erhalten (Stadt Deventer)
- Athenaeum Illustre Amsterdam, 1632 gegründet, 1877 umgewandelt in die Universiteit van Amsterdam, 1997 Auflösung der Faculteit der Godgeleerdheid (Theologischen Fakultät), Integration von Theologie und Religionswissenschaft in die Geisteswissenschaften (Stadt Amsterdam, seit 2016 Königreich der Niederlande), 1880 Gründung der unabhängigen (reformierten) Vrije Universiteit Amsterdam
- Universität Kassel, 1629 eröffnet, 1633 gegründet, 1653 nach Marburg zurückverlegt (Landgrafschaft Hessen-Kassel)
- Universität Utrecht, 1636 gegründet, 1817 Rijksuniversiteit, 2014 Auflösung der Faculteit der Godgeleerdheid (Theologischen Fakultät), Integration von Theologie und Religionswissenschaften in die Geisteswissenschaften (Republik der Sieben Vereinigten Provinzen, Königreich der Niederlande)
- Universität Harderwijk, 1648 gegründet, 1811 geschlossen (Republik der Sieben Vereinigten Provinzen, Provinz Gelderland)
- Kwartierlijke Illustere Academie Nijmegen, 1655 gegründet, 1679 aus Geldmangel geschlossen (Republik der Sieben Vereinigten Provinzen, Provinz Gelderland)
- Universität Duisburg, 1655 gegründet, 1818 aufgelöst bzw. an die Universität Bonn übergeben (Kurfürstentum Brandenburg-Herzogtum Kleve)
- Akademisches Gymnasium Hamm, 1657 eröffnet, Ende des 18. Jahrhunderts eingegangen (Kurfürstentum Brandenburg-Grafschaft Mark)
- Universität (Akademisches Gymnasium) Lingen, 1697 gegründet (Republik der Sieben Vereinigten Provinzen)

#### Utraquisten und Brüderunität
- Universität Prag, 1348 gegründet, seit 1417 hussitisch bzw. utraquistisch, um 1600 mehrheitlich lutherisch gesinnt, 1622 rekatholisiert (Böhmen)
- Gymnasium Mladá Boleslav (Jungbunzlau)
- Gymnasium Lissa (Leszno), 1555 gegründet, von der Brüderunität getragen, 1579 Schul-Privileg, 1624 zum Gymnasium illustre erhoben, ab 1635 von Rektor Johann Amos Comenius reorganisiert, 1656 zerstört, später wiedererrichtet (Herrschaft Leszczyński, Königreich Polen, Provinz Großpolen)
- Gymnasien in Přerov (Prerau), Prostějov (Proßnitz), Strážnice (Straßnitz), Slavkov u Brna (Austerlitz), Fulnek, Ostrava (Mährisch Ostrau), Moravský Krumlov (Mährisch Kromau) in verschiedenen Herrschaften der Markgrafschaft Mähren im Königreich Böhmen
- Adelsschule und Geistliches Seminarium in Ivančice (Eibenschitz), 1575 wurde Esrom Rüdinger als Rektor berufen

#### Unitarisch und sozinianisch
- Kollegium und Akademie Klausenburg (Cluj-Napoca), 1557 bzw. 1566 gegründet, nach 1718 reorganisiert (Fürstentum Siebenbürgen im Osmanischen Reich bzw. Königreich Ungarn)
- Gymnasium Lewartów (Lubartów), als reformierte Schule gegründet, 1588 sozinianisch, 1598 geschlossen (Herrschaft Firlej-Kazimirski im Königreich Polen, Provinz Kleinpolen)
- Rakówer Akademie (Gymnasium bonarum artium), 1602 gegründet, für Studenten verschiedener Konfessionen offen, das „sarmatische Athen“ genannt; in Raków entstand 1605 der sozinianische Rakauer Katechismus, 1638 geschlossen (Herrschaft Sienieński im Königreich Polen, Provinz Kleinpolen)
- Einfluss um 1600/15 auf einige Professoren und Studenten der Akademie Altdorf (Ernst Soner, Martin Ruarus, Johannes Crellius u. a.)
- Starker unitarischer Einfluss, besonders im 18. Jahrhundert, auf die 1636 als Harvard College gegründete Harvard University

### Neugründung von wissenschaftlichen theologischen Ausbildungsstätten im deutschsprachigen Raum nach dem Ende des Alten Reiches
Nach dem Ende des Alten Reiches spielten die traditionellen innerprotestantischen konfessionellen Gegensätze bei der Gründung von neuen Ausbildungsstätten für Berufe im kirchlichen Bereich eine untergeordnete Rolle. Es kam zu folgenden Neugründungen von Universitäten und theologischen Seminaren (ohne Fakultäten und Fachbereiche mit einem Schwerpunkt auf der Ausbildung für Evangelischen Religionsunterricht):
Hochschulen mit Promotions- und Habilitationsrecht
- Universität zu Berlin, 1809 als Nachfolgerin der Universität Halle gegründet, Lehrbetrieb ab 1810, 1828 bis 1945 Friedrich-Wilhelms-Universität Berlin, 1945 Humboldt-Universität zu Berlin
- Königliche Universität zu Breslau, 1811 als Nachfolgerin der Universität Frankfurt an der Oder gegründet, 1911 Schlesische Friedrich-Wilhelms-Universität, 1945 aufgelöst
- Rheinische Friedrich-Wilhelms-Universität Bonn, 1818 in der Nachfolge der Universität Duisburg gegründet
- Universität Wien (1365 gegründet), 1821 Evangelisch-Theologische Fakultät
- Universität Münster (1902 wiedergegründet), 1914 Evangelisch-Theologische Fakultät
- Johannes Gutenberg-Universität Mainz, 1946 von der französischen Militärregierung gegründet
- Universität Hamburg (1919 gegründet), 1952 Evangelisch-Theologische Fakultät
- Freie Universität Berlin (1948 gegründet), 1957 Gründung des Instituts für Evangelische Theologie, 2009 geschlossen
- Kirchliche Hochschule Berlin, 1935 in Dahlem gegründet, im Gründungsjahr verboten, bis 1941 illegal in Berlin-Zehlendorf weitergeführt, 1945 wurde der Lehrbetrieb wieder aufgenommen, 1958 Promotionsrecht, 1970 Habilitationsrecht, 1992 fusioniert mit der Theologischen Fakultät der Humboldt-Universität
- Ruhr-Universität Bochum, 1962 gegründet
- Ludwig-Maximilians-Universität München (1826 als Nachfolgerin der Universität Ingolstadt bzw. Landshut gegründet), 1966 Evangelisch-Theologische Fakultät
- Kirchliche Hochschule Bethel, 1905 als Theologische Schule gegründet, 1939 von der Staatspolizei Bielefeld geschlossen, 1945 wurde der Lehrbetrieb wieder aufgenommen, 1979 Promotions- und Habilitationsrecht, 2007 mit der Kirchlichen Hochschule Wuppertal fusioniert
- Kirchliche Hochschule Wuppertal, 1935 gegründet, 1937–1941 illegal tätig, 1945 wurde der Lehrbetrieb wieder aufgenommen, 1979 Promotions- und Habilitationsrecht, seit 2007 Kirchliche Hochschule Wuppertal/Bethel (Hochschule für Kirche und Diakonie), die Tätigkeit der Hochschule wird nach Beschluss ihrer Trägerkirchen bis spätestens Ende März 2027 eingestellt
- Johann Wolfgang Goethe-Universität Frankfurt am Main (1914 als Königliche Universität zu Frankfurt am Main gegründet), seit 1988 Fachbereich Evangelische Theologie mit Diplom-Studiengang und Habilitationsrecht
- Augustana-Hochschule Neuendettelsau, 1947 gegründet als Theologische Hochschule in Neuendettelsau – Heilsbronn, 1990 Promotions- und Habilitationsrecht
- Theologisches Seminar Leipzig, 1879 als Evangelisch-Lutherische Missionsseminar gegründet, 1949 Seminar der Evangelisch-Lutherischen Mission zu Leipzig, 1964 Theologisches Seminar Leipzig, 1990 Kirchliche Hochschule Leipzig mit Promotions- und Habilitationsrecht, 1992 Zusammenführung mit der Theologischen Fakultät der Universität Leipzig
- Katechetisches Oberseminar Naumburg (Saale), 1949 in Wittenberg gegründet, 1950 Umzug nach Naumburg, 1990 Kirchliche Hochschule Naumburg mit Promotions- und Habilitationsrecht, 1993 geschlossen
- Sprachenkonvikt Berlin, 1950 gegründet, 1990 Kirchliche Hochschule Berlin-Brandenburg mit Promotions- und Habilitationsrecht, 1991 mit der Theologischen Fakultät der Humboldt-Universität Berlin fusioniert

Hochschulen für angewandte Wissenschaften in landeskirchlicher, freikirchlicher oder freier Trägerschaft
- Instituto Superior Evangélico de Estudios Teológicos (ISEDET; Höheres Evangelisches Institut für theologische Studien). 1880 in Uruguay gegründet, 1970 mit der in Buenos Aires (Partido José C. Paz) ansässigen Facultad Luterana de Teología fusioniert, eine der Trägerkirchen war die Evangelische Kirche am La Plata (bis 1965 als Tochterkirche der EKD angeschlossen), Unterrichtssprache war lange auch Deutsch, keine staatliche Anerkennung, 2015 wurde die Auflösung des ISEDET beschlossen
- Theologische Hochschule São Leopoldo (Escola Superior de Teologia) der Evangelischen Kirche Lutherischen Bekenntnisses in Brasilien (EKLBB), 1946 gegründet, deutsche Unterrichtssprache bis Ende der 1960er Jahre
- Evangelische Hochschule Berlin, 1904 als Frauenschule der Inneren Mission gegründet, später Höhere Fachschule für Sozialarbeit , 1971 staatlich anerkannte Evangelische Fachhochschule Berlin, 2010 umbenannt in Hochschule
- Lutherische Theologische Hochschule Oberursel der Selbständigen Evangelisch-Lutherischen Kirche, 1948 gegründet, 1955 staatlich anerkannte Hochschule
- Evangelische Hochschule Freiburg, 1918 als Evangelische Frauenberufsschule für kirchliche und soziale Arbeit gegründet, 1955 Evangelisches Seminar für Wohlfahrtspflege und Gemeindedienst, 1968 Höhere Fachschule der Evangelischen Landeskirche in Baden, 1971 Fachhochschule für Sozialwesen, 2008 Evangelische Hochschule Freiburg – Staatlich anerkannte Hochschule für Soziale Arbeit, Diakonie und Religionspädagogik, 2012 Evangelische Hochschule Freiburg
- Evangelische Hochschule Rheinland-Westfalen-Lippe – Protestant University of Applied Sciences Bochum, 1971 als Evangelische Fachhochschule Rheinland-Westfalen-Lippe gegründet, 2014 Umbenennung in Hochschule
- Theologische Hochschule Reutlingen der Evangelisch-methodistischen Kirche, 1877 als Predigerseminar der Evangelischen Gemeinschaft gegründet, 1991 Vereinigung mit dem Theologischen Seminar Bad Klosterlausnitz (DDR), 2005 staatlich anerkannte Fachhochschule, 2008 staatlich anerkannte Hochschule
- Evangelische Hochschule Tabor Marburg, 1909 als Brüderhaus Tabor gegründet, 2009 staatlich anerkannte Hochschule
- CVJM-Hochschule Kassel, 1928 als CVJM-Sekretärschule in Kassel-Wilhelmshöhe gegründet, 2009 staatlich anerkannte  Hochschule
- Freie Theologische Hochschule Gießen, 1974 gegründet als Freie Theologische Akademie, 2010 staatlich anerkannte Hochschule
- Predigerschule Wuppertal-Vohwinkel des Bundes Freier evangelischer Gemeinden in Deutschland, 1912 in Wuppertal-Vohwinkel gegründet, 1939 geschlossen, 1946 Neugründung in Dietzhölztal-Ewersbach, seit 2011 staatlich anerkannte Theologische Hochschule Ewersbach
- Internationale Hochschule Liebenzell, 1900 als Theologischen Seminars der Liebenzeller Mission gegründet, 2011 staatlich anerkannte Hochschule
- Missionsseminar Hermannsburg, 1849 gegründet, 2012 Fachhochschule für Interkulturelle Theologie Hermannsburg
- Staatsunabhängige Theologische Hochschule Basel, 1970 als Freie Evangelisch-Theologische Akademie gegründet, 2014 als universitäre Institution akkreditiert
- Theologische Hochschule Elstal, 1880 als Predigerseminar der deutschen Baptisten in Hamburg-Horn gegründet, 1991 Vereinigung mit dem 1959 gegründeten Theologischen Seminar Buckow (DDR), 1997 nach Wustermark-Elstal verlegt, 2015 Anerkennung als private Hochschule
- Evangelische Hochschule Moritzburg, 1879 in Gorbitz als Diakonenschule gegründet, 1899 nach Moritzburg verlegt, 1972 als Fachhochschule anerkannt, 2020 zusammengelegt mit der Evangelischen Hochschule Dresden
- Evangelische Hochschule Dresden – University of Applied Sciences for Social Work, Education and Nursing, 1991 gegründet, 2020 zusammengelegt mit der Evangelischen Hochschule Moritzburg